# 宋俠
宋侠（?—?），洺州清漳县（今河北省邯郸市肥乡区）人，唐朝官员。
宋侠是北齐东平王文学宋孝王之子，他以医术知名。在唐朝官至朝散大夫、药藏监。撰写《经心录》十卷，行于当世。又作《经心方》十卷、《旧唐书·经籍志》作八卷。